# René Pollesch
René Pollesch (Friedberg, 29 de outubro de 1962 – 26 de fevereiro de 2024) foi um dramaturgo e escritor alemão. De 1983 a 89, ele estudou Estudos Aplicados de Teatro na Universidade de Giessen. Ele ganhou o Mülheimer Dramatikerpreis em 2001 por world wide web-slums e novamente em 2006 por Cappuccetto Rosso.

## Obras

### Peças
- 1999: Heidi Hoh
- 1999–2000: Java in a box 1–10
- 2000: Heidi Hoh arbeitet hier nicht mehr; JavaTM zeigt Gefühle; www-slums 1–7; Frau unter Einfluss
- 2001: Ufos & Interviews; www-slums 8, 9 & 10; Heidi Hoh 3 – Die Interessen der Firma können nicht die Interessen sein, die Heidi Hoh hat; Stadt als Beute (Volksbühne im Prater, Berlim; 2005 adaptado no Stadt als Beute); Insourcing des Zuhause. Menschen in Scheisshotels; smarthouse
- 2002: Stadt als Beute 2; Sex (Volksbühne im Prater, Berlim); Der Kandidat (1980). Sie leben!; 24 Stunden sind kein Tag
- 2003: soylent green ist Menschenfleisch, sagt es allen weiter; freedom, beauty, truth & love – Das revolutionäre Unternehmen; Människor på skithotell (Riksteatern, Schweden); Splatterboulevard; Der Leopard von Singapur; Sex (São Paulo)
- 2004: Telefavela; Svetlana in a Favela; Pablo in der Plusfiliale; Hallo Hotel...!; Stadt ohne Eigenschaften
- 2004–2005: Prater-Saga: 1000 Dämonen wünschen dir den Tod; Two-Pence two-Pence und die Voodoothek; In diesem Kiez ist der Teufel eine Goldmine; Diabolo – Schade, daß er der Teufel ist; Die Magie der Verzweiflung
- 2005: Der okkulte Charme der Bourgeoisie bei der Erzeugung von Reichtum; Häuser gegen Etuis; Cappuccetto Rosso (Volksbühne am Rosa-Luxemburg-Platz, Berlim); Schändet eure neoliberalen Biographien! (Münchner Kammerspiele); Notti senza cuore – Life is the new hard! (Volksbühne Berlin); Menschen im Etui (Staatstheater Hannover)
- 2006: Strepitolino – i giovanotti disgraziati (Volksbühne Berlin); Soylent green is money (Theatre Project Tokyo, Benisan Pit, Tokio); Wann kann ich endlich in einen Supermarkt gehn und kaufen was ich brauche allein mit meinem guten Aussehen? (Staatstheater Stuttgart); L’affaire Martin! Occupe-toi de Sophie! Par la fenetre, Caroline! Le marriage de Spengler. Christine est en avance. (Volksbühne Berlin); Das purpurne Muttermal (Burgtheater, Wien)
- 2007: Tod eines Praktikanten (Volksbühne Berlin); Solidarität ist Selbstmord (Münchner Kammerspiele); Ragazzo dell’Europa (TR Warszawa, Warschau); РРШ/Rollende Road Schau (Druzba 1, The Lake/Sofia); Liebe ist kälter als das Kapital (Staatstheater Stuttgart); Diktatorengattinnen I (Volksbühne Berlin); Die Welt zu Gast bei reichen Eltern (Thalia Theater, Hamburgo); Hallo Hotel Nachtportier (Volksbühne Berlin); Seid hingerissen von euren tragischen Verhältnissen (Universität der Künste, Berlim)
- 2008: Darwin-Win & Martin Loser-Drag King & Hygiene auf Tauris (Volksbühne Berlin); Tal der fliegenden Messer (Mülheim/Volksbühne Berlin); Fantasma (Burgtheater, Wien)
- 2009: Du hast mir die Pfanne versaut, du Spiegelei des Terrors (Volksbühne Berlin); Ping Pong d’Amour (Münchner Kammerspiele); Ein Chor irrt sich gewaltig (Volksbühne Berlin); Wenn die Schauspieler mal einen freien Abend haben wollen, übernimmt Hedley Lamarr (Staatstheater Stuttgart); JFK (Thalia Theater, Hamburgo), Cinecittà Aperta (Mülheim/Volksbühne Berlin); Calvinismus Klein (Schauspielhaus Zürich)
- 2010: Ich schau dir in die Augen, gesellschaftlicher Verblendungszusammenhang! (Volksbühne Berlin); Mädchen in Uniform – Wege aus der Selbstverwirklichung (Deutsches Schauspielhaus, Hamburgo); Peking-Opel (Akademietheater, Wien), Der perfekte Tag (Volksbühne Berlin); Drei Western (Staatstheater Stuttgart); Sozialistische Schauspieler sind schwerer von der Idee eines Regisseurs zu überzeugen (Schauspiel Frankfurt); XY Beat (Münchner Kammerspiele)
- 2011: Schmeiß Dein Ego weg! (Volksbühne Berlin); Was du auch machst, mach es nicht selbst (Stadttheater Freiburg); Fahrende Frauen (Schauspielhaus Zürich); Die Kunst war viel populärer, als ihr noch keine Künstler wart! (Volksbühne Berlin); Jackson Pollesch (TR Warszawa, Warschau); Die Liebe zum Nochniedagewesenen (Akademietheater, Wien)
- 2012: Kill your Darlings! Streets of Berladelphia (Volksbühne Berlin); Wir sind schon gut genug! (Schauspiel Frankfurt); Eure ganz großen Themen sind weg (Münchner Kammerspiele); Neues vom Dauerzustand (Deutsches Schauspielhaus, Hamburgo); Don Juan (Volksbühne Berlin); Macht es für euch! (Schauspielhaus Zürich)
- 2013: KapiTal der Puppen (Staatsschauspiel Dresden); Revolver der Überschüsse (Schauspiel Stuttgart); Der General (Volksbühne Berlin); Glanz und Elend und der Kurtisanen (Volksbühne Berlin); Cavalcade or Being a Holy Motor (Akademietheater, Wien); Gasoline Bill (Münchner Kammerspiele)
- 2014: Herein! Herein! Ich atme euch ein! (Schauspielhaus Zürich); Je t’adorno (Schauspiel Frankfurt); House for Sale (Volksbühne Berlin); Du weißt einfach nicht, was die Arbeit ist (Staatstheater Stuttgart); Rocco Darsow (Deutsches Schauspielhaus, Hamburgo)
- 2015: Von einem der auszog, weil er sich die Miete nicht mehr leisten konnte (Volksbühne Berlin, mit Dirk von Lowtzow); Love/No Love (Schauspielhaus Zürich); Keiner findet sich schön (Volksbühne Berlin); Service/No service (Volksbühne Berlin)[3]
- 2016: Bühne frei für Mick Levčik (Schauspielhaus Zürich);[4] I love you, but I’ve chosen Entdramatisierung (Volksbühne Berlin);[5] Stadion der Weltjugend (Staatstheater Stuttgart); Diskurs über die Serie und Reflexionsbude (Es beginnt erst bei drei), die das qualifiziert verarscht werden great again gemacht hat etc. Kurz: Volksbühnen-Diskurs. Teil 1: Ich spreche zu den Wänden, Teil 2: Es beginnt erst bei Drei. (Volksbühne Berlin)[6]
- 2017: High (du weißt wovon) (Schauspielhaus Zürich);[7] Ich kann nicht mehr (Deutsches Schauspielhaus, Hamburgo).[8] Carol Reed (Akademietheater, Wien);[9] Diskurs über die Serie und Reflexionsbude (Es beginnt erst bei Drei), die das qualifiziert verarscht werden great again gemacht hat etc. Kurz: Volksbühnen-Diskurs, Teil 3: Dark Star (Volksbühne Berlin).[10] Was hält uns zusammen wie ein Ball die Spieler einer Fußballmannschaft? (Schauspiel Stuttgart)[11][12]
- 2018: Hello, Mister MacGuffin! (Schauspielhaus Zürich);[13] Cry Baby (Deutsches Theater, Berlim);[14] Ich weiss nicht, was ein Ort ist, ich kenne nur seinen Preis (Manzini-Studien) (Schauspielhaus Zürich)[15]
- 2019: Black Maria (Deutsches Theater, Berlim);[16] Probleme Probleme Probleme (Deutsches Schauspielhaus, Hamburgo);[17] Deponie Highfield (Burgtheater, Wien);[18] (Life on earth can be sweet) Donna (Deutsches Theater, Berlim); Glauben an die Möglichkeit der völligen Erneuerung der Welt (Friedrichstadt-Palast, Berlim, mit Fabian Hinrichs)
- 2020: Passing. It’s so easy, was schwer zu machen ist (Münchner Kammerspiele);[19] Melissa kriegt alles (Deutsches Theater, Berlim);[20] Take the Villa and run! (Staatstheater Nürnberg)[21][22]
- 2021: Goodyear (Deutsches Theater Berlin);[23] Die Gewehre der Frau Kathrin Angerer (Wiener Festwochen);[24] Aufstieg und Fall eines Vorhangs und sein Leben dazwischen (Volksbühne Berlin);[25] J'accuse (Deutsches Schauspielhaus Hamburgo);[26] Herr Puntila und das Riesending in Mitte (Volksbühne Berlin)[27]
- 2022: Geht es Dir gut? (Volksbühne Berlin);[28] Liebe, einfach außerirdisch (Deutsches Theater Berlin);[29] Und jetzt? (Volksbühne Berlin)[30]
- 2023: Mein Gott, Herr Pfarrer! (Volksbühne Berlin);[31][32] Fantômas (Volksbühne Berlin)[33]
- 2024: ja nichts ist ok (Volksbühne Berlin)[34]

### Ópera
- 2010: Metanoia. Über das Denken hinaus, UA am 3. Out. 2010 nos bairros alternativos dar Staatsoper Berlin no Schillertheater; Musik: Jens Joneleit, Inszenierung: Christoph Schlingensief, Dirigent: Daniel Barenboim[35]

### Livros
- Wohnfront 2001–2002. Hrsg. von Bettina Masuch / Volksbühne Berlin. Alexander Verlag, Berlim 2002.
- www-slums. Hrsg. von Corinna Brocher. Rowohlt TB, Reinbek 2003.
- 24 Stunden sind kein Tag. Synwolt, Berlim 2003.
- Zeltsaga – Polleschs Theater 2003/2004. Lenore Blievernicht (Hrsg.). Synwolt, Berlim 2004.
- Prater-Saga. Hrsg. von Aenne Quinones / Volksbühne Berlin. Alexander Verlag, Berlim 2005, ISBN 978-3-89581-149-4.
- Die Überflüssigen. Hrsg. Volksbühne Berlin / Malte Ubenauf. Alexander Verlag, Berlim 2007. (O volume contém contribuições de e sobre René Pollesch.)
- Requiem fürs Programmheft. Nachruf auf Baudrillard. In: Theater heute, Heft 4, April 2007, S. 1–3.
- Liebe ist kälter als das Kapital. Hrsg. von Corinna Brocher, Aenne Quinones. Rowohlt TB, Reinbek bei Hamburg 2009.
- Kill Your Darlings. Hrsg. von Nils Tabert. Rowohlt TB, Reinbek bei Hamburg 2014, ISBN 978-3-499-26758-1.
- Ich brauche das Drama. In: Carl Hegemann: Identität und Selbst-Zerstörung. Alexander Verlag, Berlim 2017, ISBN 978-3-89581-445-7.

### Filmes
- 1997: Ich schneide schneller (ZDF/Das kleine Fernsehspiel)
- 2003: 24 Stunden sind kein Tag (3sat/ZDFtheaterkanal)
- 2016: Bad Decisions[36]
- 2017: Niagara[37]

### Peças de rádio
- Heidi Hoh (DLR/WDR 2000)
- Heidi Hoh arbeitet hier nicht mehr (DLR 2001)
- Heidi Hoh 3. Die Interessen der Firma können nicht die Interessen sein, die Heidi Hoh hat (DLR 2002)
- Tod eines Praktikanten (DLR 2007)

## Ligações Externas
- René Pollesch. no IMDb.